# CM Crucero del Norte
Der Club Mutual Crucero del Norte ist ein argentinischer Fußballverein aus Garupá. Der Verein wurde 1989 gegründet und trägt seine Heimspiele im Estadio Comandante Andrés Guacurarí aus. Aktuell spielt Crucero del Norte in der Primera B Nacional, der zweithöchsten argentinischen Liga.

## Geschichte
Der Club Mutual Crucero del Norte wurde am 19. Juli 1989 in Garupá, einer Stadt mit etwas weniger als 30.000 Einwohnern in der Provinz Misiones im Nordosten Argentiniens gelegen, gegründet. Gründer des Vereins war ein Fernbus-Unternehmen mit Sitz in Garupá. Das Busunternehmen diente auch als Namensgeber des neu gegründeten Vereins, denn es gab dem Klub den eigenen Firmennamen Crucero del Norte. Der Verein verfügt nicht nur über eine Fußballabteilung, sondern stellt unter anderem auch Feldhockey und Tennis. Landesweit am erfolgreichsten ist jedoch die Fußballabteilung, die ihre Heimspiele im Estadio Comandante Andrés Guacurarí austrägt, das Platz bietet für 15.000 Zuschauer. Der Namensgeber (1778–1825) war zu Lebzeiten Caudillo der Provinz Misiones.
CM Crucero del Norte begann als Fußballteam im tief unterklassigen argentinischen Fußball, wobei zu Beginn der Fokus auf Hallenfußball lag. Im Laufe der Jahre arbeitete sich der Verein langsam nach oben und nahm 2004 erstmals am Torneo Argentino C, der fünfthöchsten Fußballliga des Landes, teil. Gleich nach einem Jahr gelang der Durchmarsch in die vierte Liga, das Torneo Argentino B. Im Juni 2009 qualifizierte sich Crucero del Norte schließlich erstmals für das drittklassige Torneo Argentino A und spielte dort bis 2012, ehe man nach einem Playoff-Endspielsieg über Guillermo Brown erstmals in der Vereinsgeschichte in die Primera B Nacional als zweithöchste Fußballliga Argentiniens aufstieg. Dort hielt man im ersten Jahr als Fünfzehnter die Klasse. Die Zweitligasaison 2013/14 beendete CM Crucero del Norte auf dem achten Tabellenplatz und hatte mit dem Abstieg sehr wenig zu tun. 
Im Zuge der Reform der Primera División, in der ab der Spielzeit 2015 dreißig statt wie vorher zwanzig Teams an den Start gehen, wurden in der Primera B Nacional 2014 mehr Aufstiegsplätze frei. Als Zweiter der Zona B hinter Unión de Santa Fe qualifizierte sich Crucero del Norte sogar direkt für die folgende Erstligasaison und schaffte damit den ersten Aufstieg in die Primera División überhaupt in der Vereinsgeschichte. Aus diesem Grund baute der Verein sein Stadion auch von zuvor 12.000 auf nun 15.000 Zuschauerplätze aus. Trainer der Aufstiegsmannschaft war Gabriel Schürrer, der in der Erstligasaison 2015 jedoch früh entlassen und durch Sebastián Rambert ersetzt wurde. Nach dieser einen Spielzeit stieg Crucero del Norte jedoch wieder aus der Primera División ab.

## Erfolge
- Aufstieg in die Primera División: 1× (2014)
- Liga Posadeña de Fútbol: 1× (2004)